# Monsieur le ministre
Monsieur le ministre est un téléroman québécois en 142 épisodes de 25 minutes écrit par Michèle Bazin et Solange Chaput-Rolland, diffusé du 16 septembre 1982 au 21 mai 1986 à la Télévision de Radio-Canada.

## Synopsis
Le téléroman raconte la vie d'une famille qui est bouleversée par l'accession du père au poste de ministre.

## Fiche technique
- Scénaristes : Michèle Bazin et Solange Chaput-Rolland
- Réalisation : Raymonde Boucher, André Bousquet, Jean-Marc Drouin, Jean-Paul Leclerc, Hélène Roberge, Louis Bédard et Gilles Sénécal
- Société de production : Société Radio-Canada

## Distribution
- Michel Dumont : Alain Robert
- Andrée Lachapelle : Louise Robert
- Roger Lebel : Henri Racette
- Émile Genest : Charles Rougier
- Gabrielle Mathieu : Hélène Carrère
- Nathalie Gadouas : Catherine Robert
- Jacques Lussier : Thierry Robert
- Stéphanie Laplante : Sophie Robert
- Marc Grégoire : Pierre Jacqueret
- Janine Sutto : Micheline Rougier
- Monique Mercure : Anne Grandvert
- Françoise Faucher : Arlette de Montrachet
- Ian Ireland : Pier Jorgen
- Jacques Tourangeau : Raymond Boulain
- Danielle Bissonnette : Claire Deleau
- Claude Préfontaine : Simon Lagardère
- Claude Sandoz : Guy Major
- Jean Ricard : Président de la Chambre
- Albert Millaire : Paul Goddefroy
- Claudie Verdant : Geneviève
- Jean Duceppe : Renaud Monnier
- Yvette Brind'Amour : Lucette de Montrachet
- Benoît Girard : Jean Gontrin
- Marc Luttrell : Xavier Grandvert
- Danielle St-Jean : Georgina
- Raymond Cloutier : Éric
- Jean Lafontaine : Jack Thunderhill
- Bertrand Gagnon : Directeur de la sécurité
- Guy Provost : Roger Carrère
- Huguette Oligny : Marthe Racette
- Marie Cantin
- Benoît Dagenais
- Jean Fontaine
- Hubert Gagnon
- Pierre Gobeil
- Claude Grisé
- Louise Laparé
- Hélène Loiselle
- Bondfield Marcoux
- Jeanne Quintal
- Karen Racicot
- Gilles Renaud
- Louise Richer
- Diane Robitaille
- Jean-Louis Roux
- Mireille Thibault